# 巨光乡
巨光乡，是中华人民共和国四川省达州市渠县下辖的一个乡镇级行政单位。2019年12月，撤销蔡和乡，将其所属行政区域划归巨光乡管辖。

## 行政区划
巨光乡下辖以下地区：
八庙社区、八庙村、金土村、富强村、铜佛村、凤鸣村、王家村、育林村和西村。